# HTP Investments
H.T.P. Investments B.V., kurz HTP, ist eine niederländische Private-Equity-Gesellschaft mit Sitz in Amsterdam. Im Gegensatz zu anderen Private-Equity-Unternehmen investiert das Unternehmen nur Eigenmittel der Gesellschafter.

## Geschichte
2009 übernahm HTP den damals insolventen Reisemobilhersteller Knaus Tabbert, 2011 stieg man bei der Morelo Reisemobil GmbH ein, die schließlich 2017 in Knaus Tabbert integriert wurde. 2020 wurde das Unternehmen in eine Aktiengesellschaft umgewandelt, der Börsengang erwies sich als schwierig.
Im Mai 2011 wurde der Autozulieferer Halberg-Guss übernommen und einige Jahre darauf an einen anderen Investor verkauft, der es wiederum weiterverkaufte. Das Unternehmen meldete 2019 Insolvenz an und wurde im Jahr darauf liquidiert.
2012 wurde der angeschlagene britische Segelyachthersteller Oyster Yachts übernommen. Ein konstruktionsbedingtes Bootsunglück 2015 führte zu Auftragsrückgängen. Einen Liquidationsengpass 2017 wollte HTP nicht überbrücken, der Yachthersteller musste Insolvenz beantragen. 2018 übernahm ein anderer Investor Oyster Yachts und rettete das Unternehmen.
Weitere ehemalige Investments, vor allem aus dem Bereich der Automobilzulieferer, waren REUM, Geiger Automotive und Michel Thierry Group.

## Beteiligungen
Von HTP gehaltene Beteiligungen:
| Unternehmen         | Tätigkeit                                       | Sitz         | Umsatz in Mio. € | Mitarbeiter | Besitzanteil in % |
| ------------------- | ----------------------------------------------- | ------------ | ---------------- | ----------- | ----------------- |
| Knaus Tabbert       | Wohnmobile                                      | Jandelsbrunn | 1.441            | 4.200       | 41                |
| Formtec Kunststoffe | Thermoformung und Polyurethanverarbeitung       | Dornstetten  |                  |             |                   |
| UBC Composites      | Faserverbundwerkstoffe, Modell- und Werkzeugbau | Murr         |                  |             |                   |